# Талагаи
Талага́и (также тала́ги, талагайщина) — субэтническая группа русских, населявшая ряд сёл Нижнедевицкого и Коротоякского уездов Воронежской губернии. Талагаи являлись одной из частей воронежских однодворцев. Как и остальные группы однодворцев, талагаи сформировались в результате переселения служилых людей в XVI—XVII веках в южнорусские губернии для защиты степных границ. После переселения с конца XVIII века в южные районы Европейской части России основного массива русских талагаи оказались в окружении как пришлого русского населения, так и коренных однодворческих групп, с которыми они держались обособленно.
Образованию талагаев как субэтнической группы способствовали культурные отличия от других однодворцев и от новых переселенцев. В частности, от цуканов талагаи отличались ещё и по сословному, так как были свободными крестьянами в отличие от крепостных цуканов. Также с цуканами у талагаев отмечались различия в говоре и антропологическом типе. Название талагаев сложилось на основе прозвища, данному им соседними группами русских.
Как и остальных русских субэтносов, в XX веке талагаев коснулся процесс нивелировки этнографических различий и слияние их с основным массивом русского населения. Точных данных о сохранении талагаями субэтнического самосознания в настоящее время нет.

## Классификация
Согласно территориальной классификации русских субэтносов, представленной в монографии Института этнологии и антропологии РАН «Русские», название «талагаи» рассматривается как общее прозвище для однодворцев, относящихся к южной историко-культурной зоне (южнорусской этнографической группе).
По классификации, основанной на факторе происхождения, которая дана в исследовании В. С. Бузина и С. Б. Егорова «Субэтносы русских: проблемы выделения и классификации», талагаи принадлежат к так называемым этнонимичным группам южнорусского населения. Данные субэтнические группы образованы потомками ранних переселенцев в южнорусский регион из более северных районов, причиной их формирования стала изоляция части русского населения со своей этнокультурной спецификой от своего основного массива в результате переселения в области расселения русских с иной этнокультурной спецификой. Окружённые группами русского населения разного происхождения, разного времени заселения, с другими говорами, другой культурой, нередко иного сословия, переселенцы в южные губернии получали от соседей прозвища, нередко негативно-оценочного характера, которые становились со временем их этнонимами, употребляющимися как среди соседей, так и среди представителей субэтносов. Авторами классификации субэтносов по происхождению отмечается, что вопрос отнесения этнонимичных групп к субэтническим является проблематичным, поскольку не всегда очевидны их особенности и отличия от других групп русских, трудно определить степень их стабильности — некоторые группы, возможно, так и не сформировались в субэтносы.

## О названии
Название, данное талагаям, объясняется по-разному. По одной из версий, оно связано с характером представителей данного субэтноса и происходит от диалектного слова, означающего «лентяй», «шатун», «тунеядец», «болван», «неуч», «невежа» и прочее. По другой версии, название талагаев связано со словом талакать «картаво говорить», талала «картавый, дурно говорящий», гаять «говорить». Эту точку зрения разделял Д. К. Зеленин, приводивший также формы глаголов талагаять и талалакать «дурно, картаво говорить».
Кроме этого, некоторые исследователи связывают данное прозвище с названием мордовской женской верхней рубахи «талагай», отличавшейся, в частности, от женской рубахи, имевшей распространение у живших по соседству с талагаями-однодворцами цуканов.
Существует также версия, что название талагаи — это искаженное
«тегиляй» — самый простой (дешёвый) русский доспех в XVI веке, который, в основном и носили небогатые служилые люди, от которых произошли однодворцы.

## Происхождение и история
Как и остальные группы однодворцев, талагаи сформировались в результате переселения служилых людей (стрельцов, пушкарей, казаков, засечных сторожей и других) в XVI—XVII веках в южнорусские губернии для защиты степных границ Российского государства. На новых землях однодворцы получали небольшие земельные участки. По мере перемещения государственной границы России к югу, однодворцы оказывались внутри страны, вместе с этим утрачивалось их назначение как защитников границы. В результате реформ Петра I исчезла необходимость содержать военно-земледельческий слой крестьян в центральной России. Поэтому небольшая часть служилых людей вошла в состав дворянства, а большинство было отнесено к податному сословию и стало называться однодворцами, или государственными крестьянами. Как правило это происходило из-за бедности и измельчания земельных наделов бывших служилых людей, или из-за нежелания нести службу. Как свободные крестьяне однодворцы сформировались в особое сословие, занявшее промежуточное положение между помещиками и крепостными. Однодворцы жили обособленно от владельческих крестьян и не смешивались с ними. Кроме сословных отличий между ними также имелись бытовые, хозяйственные, диалектные и другие отличия. Кроме того, разного рода различия были характерны и для разных групп однодворцев, иногда такие различия были настолько сильными, что однодворцы из разных групп старались держаться друг от друга обособленно и не вступали между собой в родственные связи. В таких условиях диалектные, культурные и иные отличия талагаев от других групп русских Воронежской губернии закреплялись, способствуя тем самым формированию особой субэтнической группы.

## Ареал
Талагаи жили в следующих сёлах Воронежской губернии:
- Нижнедевицкий уезд: Новая Ольшанка; Верхнее Турово; Нижнее Турово; Вязноватовка;
- Коротоякский уезд: Мастюгино; Оськино; Платава; Россошки; Краснолипье.

В селе Коломенское Каширского района местных жителей до сих пор называют талагаями или талагушками.